# Frith Banbury
Frith Banbury MBE (* 4. Mai 1912 in Plymouth; † 14. Mai 2008 in London) war ein britischer Schauspieler sowie Theater- und Opernregisseur.

## Leben
Frith Banbury kam in Plymouth, Devon zur Welt. Seine Eltern waren der Konteradmiral Frederick Arthur Frith Banbury und seine Ehefrau Winifred Fink. Banbury war Schüler der Stowe School, einem angesehenen Internat, dass zu dem Zeitpunkt nur Jungen aufnahm. Nach dem Schulabschluss ging Banbury ans Hertford College, Oxford.  Obwohl sein Vater Offizier war, lehnte Banbury es ab, sich dem britischen Officer Training Corps anzuschließen, dass Studenten parallel zu ihrem Studium zu Reserveoffizieren ausbildet. Er war später Kriegsdienstverweigerer und leistete Dienst in der Friends’ Ambulance Unit, einem freiwilligen Sanitätsdienst, der überwiegend von Quäkern organisiert wurde und unter anderem während des Zweiten Weltkriegs Rettungsdienste leistete.
Sein Studium schloss Banbury nicht ab, sondern wurde Mitglied der Royal Academy of Dramatic Art, wo er gemeinsam mit Joan Littlewood, Rachel Kempson, Robert Morley und Peter Bull studierte. Seinen ersten Bühnenauftritt hatte Banbury am 15. Juni 1933 erstmals in einem Theaterstück von Sholem Aleichem, dass am Shaftesbury Theatre gegeben wurde. Als Theaterschauspieler war er sowohl während der 1930er als auch den 1940er Jahren aktiv und spielte unter anderem am Ambassadors Theatre, Theatre Royal Haymarket, Gate Theatre, Apollo Theatre und dem Q Theatre.
Nach Ende des Zweiten Weltkriegs wurde er von der Royal Academy of Dramatic Art eingeladen, Stücke zu inszenieren. Seine erste bedeutende Regiearbeit war Dark Summer, ein von dem Pazifisten Wynyard Browne verfasstes Theaterstück. Andere frühe Erfolge hatte er mit der Verfilmung von The Holly and the Ivy  (1952), Waters of the Moon und dem Theaterstück The Deep Blue Sea . Dieses Drama war auch eines von insgesamt drei Theaterstücken, für die Banbury am Broadway Regie führte. Bei den anderen zwei Theaterstücken handelt es sich um Flowering Cherry und The Right Honourable Gentleman.
Daneben führte Banbury unter anderem Regie am Old Vic Theatre, am London Lyric Theatre und zeigte Inszenierungen während des Edinburgh Festival, des Chichester Festival Theatre und des Wexford Festival Opera. Er war als Regisseur daneben auch in  Paris, Dublin, Südafrika, Kenia und Australien aktiv.
Banbury starb am 14. Mai 2008 im Alter von 96 Jahren.

## Filmografie
Als Schauspieler
- 1938: Goodness, How Sad! (früher Fernsehfilm)
- 1939: Look Here! (Kurzfilm)
- 1943: Leben und Sterben des Colonel Blimp (The Life and Death of Colonel Blimp)
- 1948: Straße des Lebens (Bond Street)
- 1949: The History of Mr. Polly
- 1949: The Huggetts Abroad

Als Regisseur
- 1958: Theatre Night (Fernsehserie, zwei Folgen)

## Einzelbelege
1. 1 2 3 4  Ian Herbert (Hrsg.): Who's Who in the Theatre, Band 1, 1981, ISSN 0083-9833, S. 40 - Eintrag für Frith Banbury.
2. 1 2 3 4  Billington, Michael:  Frith Banbury, The Guardian, 16. Mai 2008. Abgerufen am 13. April 2014
3. 1 2   Frith Banbury, Director whose 1950s reign at the Haymarket Theatre championed writers such as Robert Bolt and Rodney Ackland (Memento des Originals vom 12. Oktober 2008 im Internet Archive), The Times, 16. Mai 2008. Abgerufen am 13. April 2014  Info: Der Archivlink wurde automatisch eingesetzt und noch nicht geprüft. Bitte prüfe Original- und Archivlink gemäß Anleitung und entferne dann diesen Hinweis.

| Personendaten    | Personendaten                         |
| ---------------- | ------------------------------------- |
| NAME             | Banbury, Frith                        |
| KURZBESCHREIBUNG | britischer Schauspieler und Regisseur |
| GEBURTSDATUM     | 4. Mai 1912                           |
| GEBURTSORT       | Plymouth, Devon, England              |
| STERBEDATUM      | 14. Mai 2008                          |
| STERBEORT        | London                                |